# 第41回総理大臣杯全日本大学サッカートーナメント
第41回総理大臣杯全日本大学サッカートーナメントは、2017年9月1日から9月10日にかけて開催された、41回目の総理大臣杯全日本大学サッカートーナメントである。
法政大学が35年ぶり4回目の優勝を果たし、第66回全日本大学サッカー選手権大会の出場権を獲得した。

## 会場
本大会では以下の会場を使用した。
- ヤンマースタジアム長居 (大阪市)
- キンチョウスタジアム (大阪市)
- ヤンマーフィールド長居 (大阪市)
- J-GREEN堺 (堺市)
- 西京極総合運動公園陸上競技場 (京都市)

## 出場校
全国9地域から24チームが参加した。括弧内の数字は各地域の出場枠。
| 地域       | 出場校                 | 出場回数       |
| ---------- | ---------------------- | -------------- |
| 北海道 (2) | 北海道教育大学岩見沢校 | 03年連続05回目 |
| 北海道 (2) | 札幌大学               | 02年連続26回目 |
| 東北 (1)   | 仙台大学               | 03年連続32回目 |
| 関東 (7)   | 順天堂大学             | 02年連続13回目 |
| 関東 (7)   | 筑波大学               | 03年連続24回目 |
| 関東 (7)   | 神奈川大学             | 09年ぶり03回目 |
| 関東 (7)   | 法政大学               | 02年ぶり20回目 |
| 関東 (7)   | 流通経済大学           | 02年ぶり12回目 |
| 関東 (7)   | 青山学院大学           | 03年ぶり12回目 |
| 関東 (7)   | 明治大学               | 03年連続14回目 |
| 東海 (3)   | 常葉大学浜松キャンパス | 03年連続08回目 |
| 東海 (3)   | 中京大学               | 03年連続25回目 |
| 東海 (3)   | 東海学園大学           | 02年連続05回目 |

| 地域       | 出場校            | 出場回数       |
| ---------- | ----------------- | -------------- |
| 北信越 (1) | 金沢星稜大学      | 04年ぶり04回目 |
| 関西 (4)   | 阪南大学          | 04年連続14回目 |
| 関西 (4)   | 関西学院大学      | 02年ぶり15回目 |
| 関西 (4)   | 大阪体育大学      | 08年連続23回目 |
| 関西 (4)   | 関西大学          | 02年連続17回目 |
| 中国 (1)   | IPU・環太平洋大学 | 02年ぶり04回目 |
| 四国 (2)   | 高知大学          | 17年連続27回目 |
| 四国 (2)   | 松山大学          | 02年連続08回目 |
| 九州 (3)   | 九州産業大学      | 09年ぶり10回目 |
| 九州 (3)   | 福岡大学          | 02年ぶり33回目 |
| 九州 (3)   | 宮崎産業経営大学  | 初出場         |

## 結果
組み合わせは2017年7月24日に発表された。

### 1回戦
| #1 | 2017年9月1日 15:30 |

| 東海学園大学                        | 3 - 1    | 宮崎産業経営大学 |
| 武田拓真 13分 · 上田泰雅 73分, 86分 | 公式記録 | モア徳彦 90+2分  |

| キンチョウスタジアム 観客数: 210人 主審: 道山悟至 |

| #2 | 2017年9月1日 18:00 |

| 関西大学        | 1 - 0    | IPU・環太平洋大学 |
| 荒木隼人 90+3分 | 公式記録 |                   |

| キンチョウスタジアム 観客数: 183人 主審: 角田裕之 |

| #3 | 2017年9月1日 18:00 |

| 北海道教育大学岩見沢校 | 1 - 2 (延長) | 常葉大学浜松キャンパス          |
| 重森剛司 50分          | 公式記録     | 長島來雅 61分 · 野ヶ山春輝 95分 |

| 西京極総合運動公園陸上競技場 観客数: 219人 主審: イ・サンギ |

| #4 | 2017年9月1日 15:30 |

| 明治大学                                                        | 4 - 0    | 松山大学 |
| 村田航一 10分 · 土居柊太 56分 · 木戸皓貴 58分 · 河辺駿太郎 84分 | 公式記録 |          |

| 西京極総合運動公園陸上競技場 観客数: 268人 主審: 岡宏道 |

| #5 | 2017年9月1日 15:30 |

| 中京大学                                              | 0 - 0 (延長) | 福岡大学                                              |
|                                                       | 公式記録     |                                                       |
|                                                       | PK戦         |                                                       |
| 東家聡樹 藤島樹騎也 大谷晃平 速水聖矢 大村海太 江口諒 | 5 - 4        | 佐々木亜門 古川愛基 三浦秀弥 菅田真啓 山下敬大 青山生 |

| J-GREEN堺・メインフィールド 観客数: 335人 主審: 野村修 |

| #6 | 2017年9月1日 18:35 |

| 青山学院大学                                                                | 6 - 0    | 札幌大学 |
| 池庭諒耶 19分 · 小田寛貴 31分, 51分, 90+2分 · 中島康輔 41分 · 瀬川泰樹 69分 | 公式記録 |          |

| J-GREEN堺・メインフィールド 観客数: 109人 主審: 堀格郎 |

| #7 | 2017年9月1日 18:00 |

| 高知大学 | 0 - 3    | 九州産業大学                             |
|          | 公式記録 | 関恭範 8分 · 赤木翼 35分 · 中島圭大 65分 |

| ヤンマーフィールド長居 観客数: 391人 主審: 横山卓哉 |

| #8 | 2017年9月1日 15:31 |

| 仙台大学                                                               | 6 - 1    | 金沢星稜大学  |
| 宮澤弘 4分, 41分, 54分 · 川口大翔 33分 · 本吉佑多 63分 · 人見大地 78分 | 公式記録 | 米倉拓巳 74分 |

| ヤンマーフィールド長居 観客数: 324人 主審: 川勝彬史 |

### 2回戦
| #9 | 2017年9月4日 15:30 |

| 関西大学 | 0 - 2    | 流通経済大学                    |
|          | 公式記録 | 渡邉新太 79分 · 立花歩夢 90+6分 |

| キンチョウスタジアム 観客数: 434人 主審: 西村隆宏 |

| #10 | 2017年9月4日 18:00 |

| 順天堂大学    | 1 - 2    | 東海学園大学                    |
| 米田隼也 50分 | 公式記録 | 武田拓真 32分 · 榎本大輝 45+1分 |

| キンチョウスタジアム 観客数: 567人 主審: 岡宏道 |

| #11 | 2017年9月4日 15:30 |

| 神奈川大学 | 0 - 1    | 常葉大学浜松キャンパス |
|            | 公式記録 | 杉本マテウス 57分      |

| 西京極総合運動公園陸上競技場 観客数: 459人 主審: 中井敏博 |

| #12 | 2017年9月4日 18:00 |

| 明治大学                                    | 3 - 0    | 関西学院大学 |
| 56分 (o.g.) · 金原唯斗 62分 · 鳥海晃司 73分 | 公式記録 |              |

| 西京極総合運動公園陸上競技場 観客数: 526人 主審: 鈴木規志 |

| #13 | 2017年9月4日 15:30 |

| 青山学院大学                    | 2 - 3    | 大阪体育大学                      |
| 小田寛貴 51分 · 椿健太郎 90+4分 | 公式記録 | 林大地 16分, 63分 · 西田恵 90+3分 |

| J-GREEN堺・メインフィールド 観客数: 377人 主審: 若槻直輝 |

| #14 | 2017年9月4日 18:00 |

| 筑波大学                                               | 4 - 2 (延長) | 中京大学                     |
| 北川柊斗 26分 · 会津雄生 31分 · 戸嶋祥郎 96分, 100+3分 | 公式記録     | 水野翔太 8分 · 西村仁志 83分 |

| J-GREEN堺・メインフィールド 観客数: 303人 主審: 花川雄一 |

| #15 | 2017年9月4日 15:30 |

| 法政大学                                            | 3 - 0    | 九州産業大学 |
| ディサロ燦シルヴァーノ 32分, 66分 · 長谷川元希 89分 | 公式記録 |              |

| ヤンマーフィールド長居 観客数: 281人 主審: 松本康之 |

| #16 | 2017年9月4日 18:00 |

| 仙台大学 | 0 - 1 (延長) | 阪南大学       |
|          | 公式記録     | 山口拓真 105分 |

| ヤンマーフィールド長居 観客数: 306人 主審: 道山悟至 |

### 3回戦
| #17 | 2017年9月6日 15:30 |

| 常葉大学浜松キャンパス | 0 - 1    | 明治大学      |
|                        | 公式記録 | 木戸皓貴 87分 |

| J-GREEN堺・メインフィールド 観客数: 261人 主審: 渡辺康太 |

| #18 | 2017年9月6日 18:00 |

| 東海学園大学 | 1 - 2    | 流通経済大学              |
| 38分 (o.g.)  | 公式記録 | ジャーメイン良 15分, 23分 |

| J-GREEN堺・メインフィールド 観客数: 417人 主審: 矢野浩平 |

| #19 | 2017年9月6日 15:30 |

| 筑波大学                            | 3 - 2    | 大阪体育大学                |
| 中野誠也 24分, 53分 · 長澤皓祐 33分 | 公式記録 | 西田恵 16分 · 浅野雄也 61分 |

| ヤンマーフィールド長居 観客数: 620人 主審: 野田祐樹 |

| #20 | 2017年9月6日 18:00 |

| 法政大学                              | 3 - 3 (延長) | 阪南大学                                       |
| 紺野和也 45+2分 · 上田綺世 63分, 70分 | 公式記録     | 草野侑己 5分 · 山口一真 24分 · 真瀬拓海 90+3分 |
|                                       | PK戦         |                                                |
| 紺野和也 高木友也 黒崎隼人 上田綺世   | 4 - 3        | 岡部拓実 脇坂泰斗 和田凌 濱野雄太 大野佑哉     |

| ヤンマーフィールド長居 観客数: 623人 主審: 中井敏博 |

### 準決勝
| #21 | 2017年9月8日 15:30 |

| 筑波大学 | 0 - 1    | 法政大学      |
|          | 公式記録 | 武藤友樹 39分 |

| ヤンマースタジアム長居 観客数: 553人 主審: 渡辺康太 |

| #22 | 2017年9月8日 18:00 |

| 流通経済大学  | 1 - 2    | 明治大学                     |
| 立花歩夢 76分 | 公式記録 | 土居柊太 8分 · 木戸皓貴 73分 |

| ヤンマースタジアム長居 観客数: 692人 主審: 松本大 |

### 決勝
| #23 | 2017年9月10日 18:00 |

| 明治大学 | 0 - 1    | 法政大学      |
|          | 公式記録 | 上田綺世 67分 |

| ヤンマースタジアム長居 観客数: 4,100人 主審: 清水修平 |

| 第41回総理大臣杯全日本大学サッカートーナメント 優勝チーム |
| --------------------------------------------------------- |
| 法政大学 35年ぶり4回目                                    |